# Сухой контакт

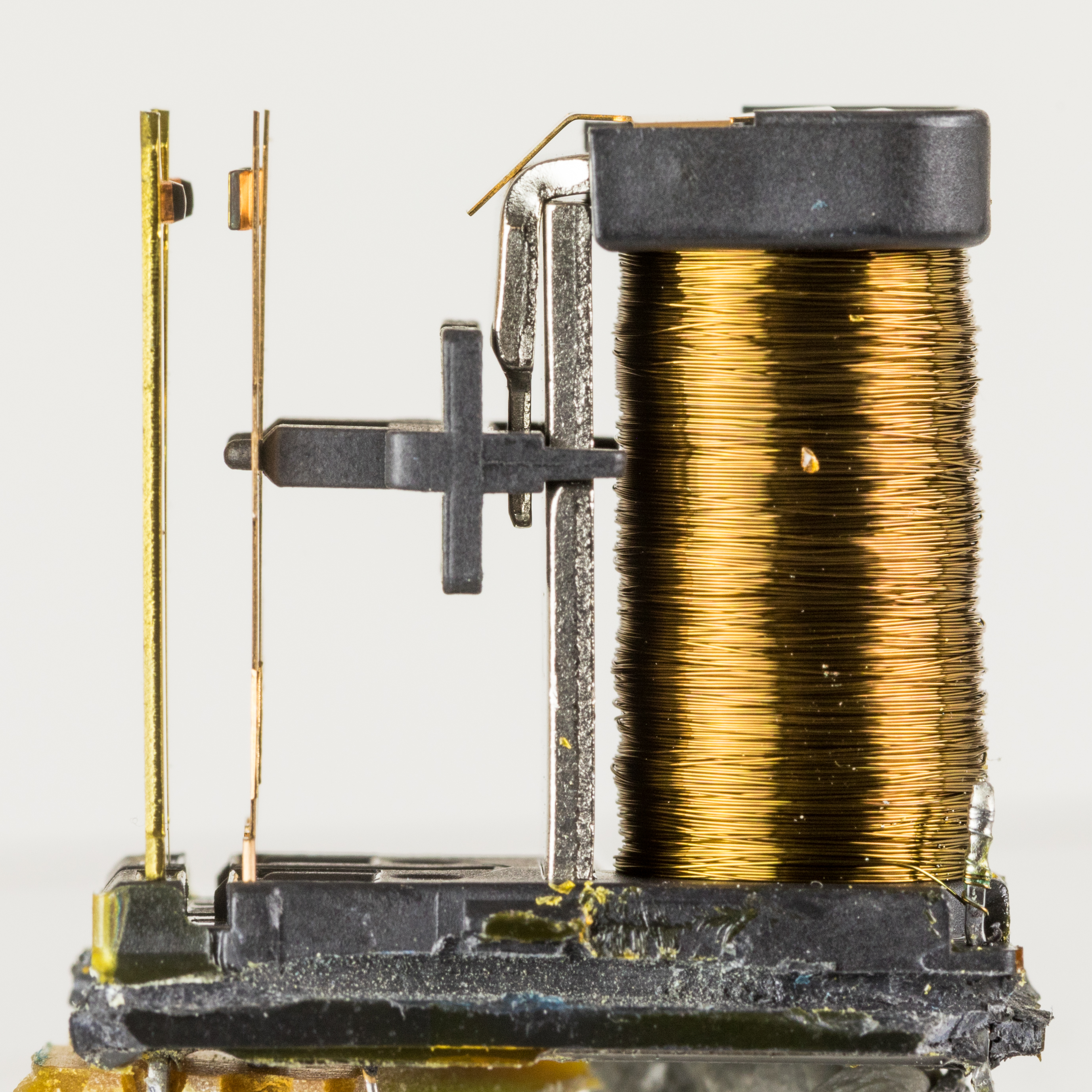
Электромагнитное реле с сухим контактом

«Сухой контакт» — сленговый термин в области промышленной автоматики и сигнализации, обозначающий дискретный выходной сигнал прибора. Слово «сухой» означает, что на клеммах сухого контакта нет никакого напряжения, если клеммы не подключены к другому оборудованию. В рамках стандартизации термины сухой (Dry contact) и смачиваемый (Wetted contact) применяются для магнитоуправляемых контактов. Термин сухой означает, что рабочие поверхности контакт-деталей не смочены электропроводящей жидкостью (например, ртутью). Аналогично контакты электромагнитных реле также могут быть сухими или смачиваемыми. Для сильноточных коммутационных аппаратов вместо термина смачиваемый используют термин жидкометаллический.
Примеры сухих контактов — механические контакты реле, концевого выключателя или кнопки. Как правило, один сухой контакт занимает две клеммы прибора, которые замыкаются или размыкаются в соответствии с логикой работы прибора. Иногда один сухой контакт занимает три клеммы, на которые выводится переключающая контактная группа — конструктивно объединённая пара замыкающего и размыкающего контактов. В отдельных случаях несколько сухих контактов могут иметь одну общую клемму. В этом случае сухой контакт занимает одну клемму прибора плюс одна групповая клемма.
Термин «сухой контакт» не подразумевает безразличия к параметрам внешнего коммутируемого сигнала. В спецификации прибора должны быть указаны допустимые параметры коммутации, включая возможные требования к соблюдению полярности внешнего источника сигнала.
Термин «сухой контакт» обычно применяется к коммутационным элементам низковольтных слаботочных цепей управления и сигнализации.

## Этимология
Термин «сухой контакт» является дословным заимствованием из англоязычной технической литературы («dry contact»). В англоязычной терминологии также существует противоположный по смыслу термин «wet contact» (мокрый контакт), обозначающий гальванически не изолированный от других контактов и/или активный выход. В русскоязычной терминологии такой вариант специального названия не получил.
Этимология англоязычных терминов достоверно неизвестна, существуют разнообразные предположения. Например, связанные с распространенными до середины XIX века теориями представления электричества как жидкости («флюида»); контакты без электричества — «сухие».

## Применение
Наибольшее распространение сигнальные цепи, называемые «сухими контактами», получили в промышленной автоматике и смежных с ней областях: пожарной автоматике, системах охраны и тревожной сигнализации, коммунальных датчиках расхода воды, газа и тепла.

### Минимальный ток механического контакта
См.также Wetting current
Для слаботочных низковольтных сигнальных цепей актуальной проблемой становится рост сопротивления электрического контакта в механически соприкасающихся контактах. Явление связано с пассивацией контактирующих поверхностей, например вследствие окисления под действием агрессивной среды.